# Кастиленти
Кастиленти (итал. Castilenti) — коммуна в Италии, расположена в регионе Абруццо, подчиняется административному центру Терамо.
Население составляет 1624 человека, плотность населения составляет 71 чел./км². Занимает площадь 23 км². Почтовый индекс — 64035. Телефонный код — 0861.
Покровительницей коммуны почитается святая Виктория, празднование 23 декабря.